# Lymphoretikuläres Organ
Lymphoretikuläre Organe sind Organe, das aus einem Grundgerüst aus retikulärem Bindegewebe und freien Zellen, vor allem Lymphozyten, besteht. Die Retikulumzellen haben eine Stützfunktion und können kollagene und retikuläre Bindegewebsfasern bilden. Den Organabschluss bildet eine Bindegewebskapsel. Zu den lymphoretikulären Organen gehören die Lymphknoten und die Milz.
Im Gegensatz zu lymphoretikulären Organen wird in lymphoepithelialen Organen das Grundgerüst von einem Epithel gebildet.